# 山の辺橋

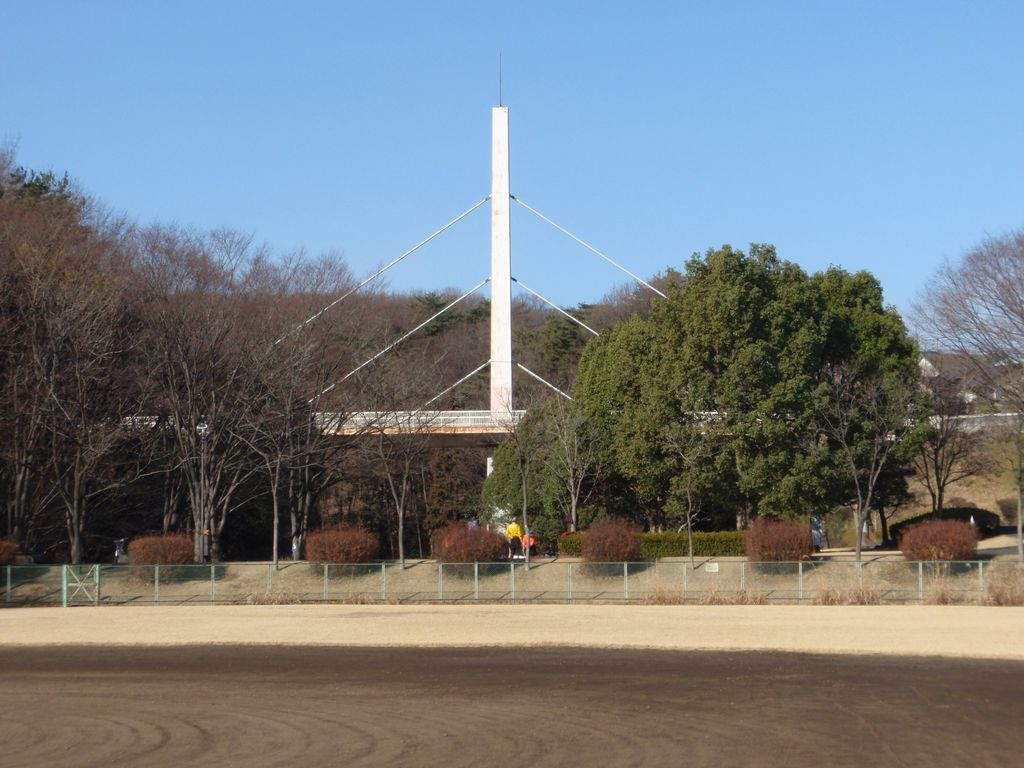
山の辺橋

山の辺橋（やまのべばし）は、埼玉県東松山市旗立台の千年谷公園に架かる道路橋である。事業中はぼたん橋の仮称が与えられていた。

## 概要
千年谷公園は岩殿丘陵（比企南丘陵）の谷戸を利用しているため、両サイドの住宅街を結ぶ歩行者専用道路「ひきのみち」の橋として、1985年（昭和60年）の高坂ニュータウン開発に合わせて1981年（昭和56年）3月に着工され、1982年（昭和57年）3月に完成した人道橋（歩行者専用橋）である。施工は三井造船が行なった。三井造船としては初の斜張橋の施工であった。また、東松山市域において唯一の斜張橋である。全長80メートル、総幅員8.0メートル、有効幅員7.5メートル、最大支間長は49.5メートル（支間割：49.5メートル＋29.5メートル）。橋格は2等橋（TL-14）で自動車を通しうる設計荷重であるが、人道橋として運用している。中央に路面からの高さ24メートルの主塔のあるハープ型構造の2径間連続斜張橋となっており、公園のシンボルとして親しまれている。
橋の上からは東側の展望が開けているため、初日の出や夜景のスポットともなっている。

## 周辺
- 千年谷公園
- 大東文化大学・緑山キャンパス
- 松の木橋（旗立通り） - 当橋のすぐ上流側の谷戸に架かる市道の橋
- 松風公園
- 電大通り
- 関越自動車道

## 交通
- 川越観光バス：高02系統（高坂駅西口 - 東京電機大学本館前）
  - 「虹の橋」または「旗立台」バス停から徒歩5分